# Skoleskyderiet i Örebro 2025
Skoleskyderiet i Örebro 2025 var et skoleskyderi, der foregik ved 12.30-tiden tirsdag 4. februar 2025 ved Campus Risbergska (sv), en skole for voksne, der ligger i den svenske by Örebro, der ligger ca. 200 km vest for Stockholm. I alt 11 personer, syv kvinder og fire mænd, omkom under skyderiet, herunder også den formodede gerningsmand, en 35-årig mand ved navn Rickard Andersson, der var tidligere elev på skolen. Der er ikke mistanke om terror.
Den efterfølgende nat lyste Øresundsbroen i det svenske flags farver for at ære ofrene. Af respekt for ofrene blev flagningen i Danmark de følgende dage i forbindelse med hhv. dronning Marys (5. februar) og prinsesse Maries (6. februar) fødselsdage aflyst.

## Forløb
Anmeldelsen om skyderiet kom politiet i hænde 12.33. I løbet af eftermiddagen gjorde politiet opmærksom på, at offentligheden skulle holde sig væk fra skolen, da faren ikke var overstået. Ved 15.30-tiden oplystes det, at der var fem sårede, heraf en i kritisk tilstand. En af dem hævdedes at være gerningsmanden. Senere lød meldingen på mindst ti dræbte, og dagen efter 11 dræbte. Blandt ofrene er syv kvinder og fire mænd i alderen 28-68 år. Heriblandt den formodede gerningsmand.

## Gerningsmanden
Den formodede gerningsmand, der også blev dræbt, var en 35-årig mand ved navn Rickard Andersson. Politiet kan dog ikke udelukke, at der er flere gerningsmænd. Der mødte 130 politibetjente op på skolen. Efter at have været på stedet i ti minutter mødte politiet gerningsmanden, der var i besiddelse af et våben, der lignede en riffel. Efter politiets ankomst begyndte han at skyde efter poltitiet i stedet for lærere og elever. Politiet besvarede dog ikke ilden. I forbindelse med angrebet var der benyttet pyroteknik, der i første omgang blev forvekslet med en brand. Efter en times undersøgelser blev gerningsmanden fundet død med tre våben ved siden af sig. Han havde våbentilladelse til fire våben. I forbindelse med fundet af den døde gerningmand blev indsatsen på skolen indstillet. Politiet ventede indtil 10. februar med at bekræfte gerningsmanden identitet, da de først afventede et svar på en dna-prøve.